# Abschlussdeich

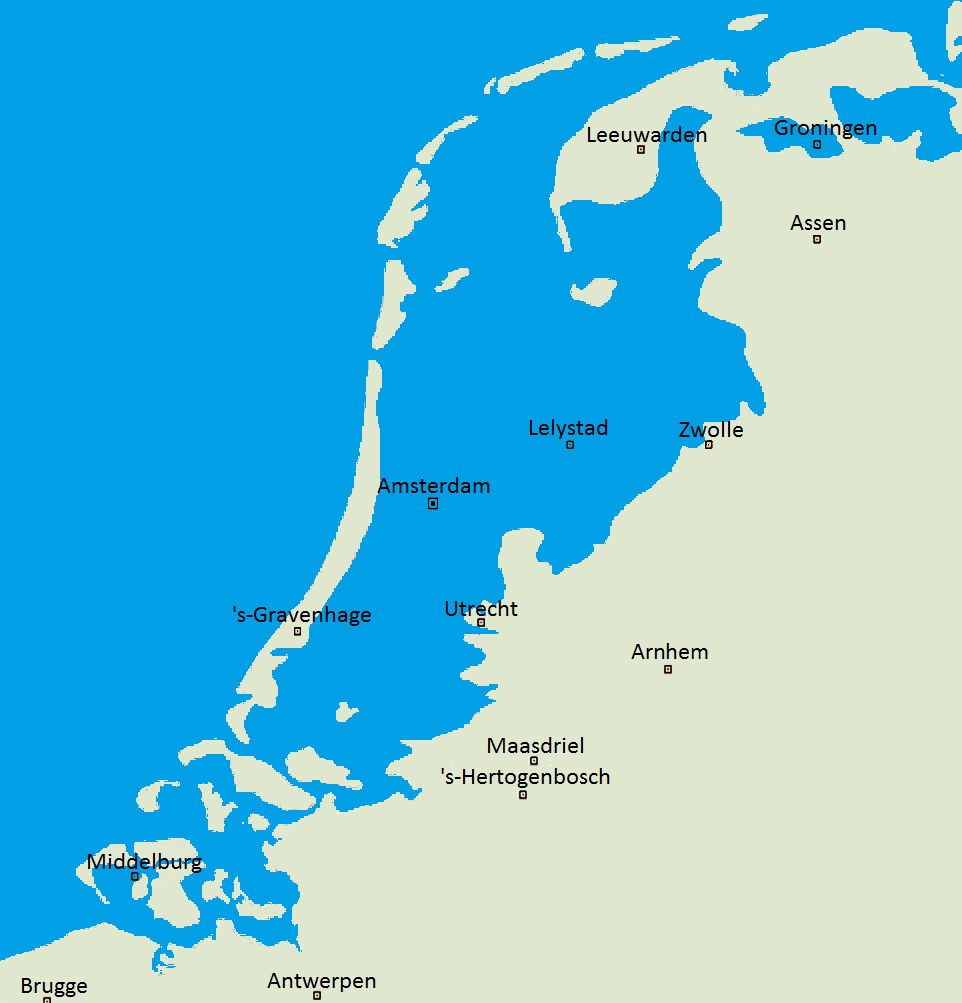
Karte der Niederlande ohne Deiche mit potenziell überfluteten Gebieten

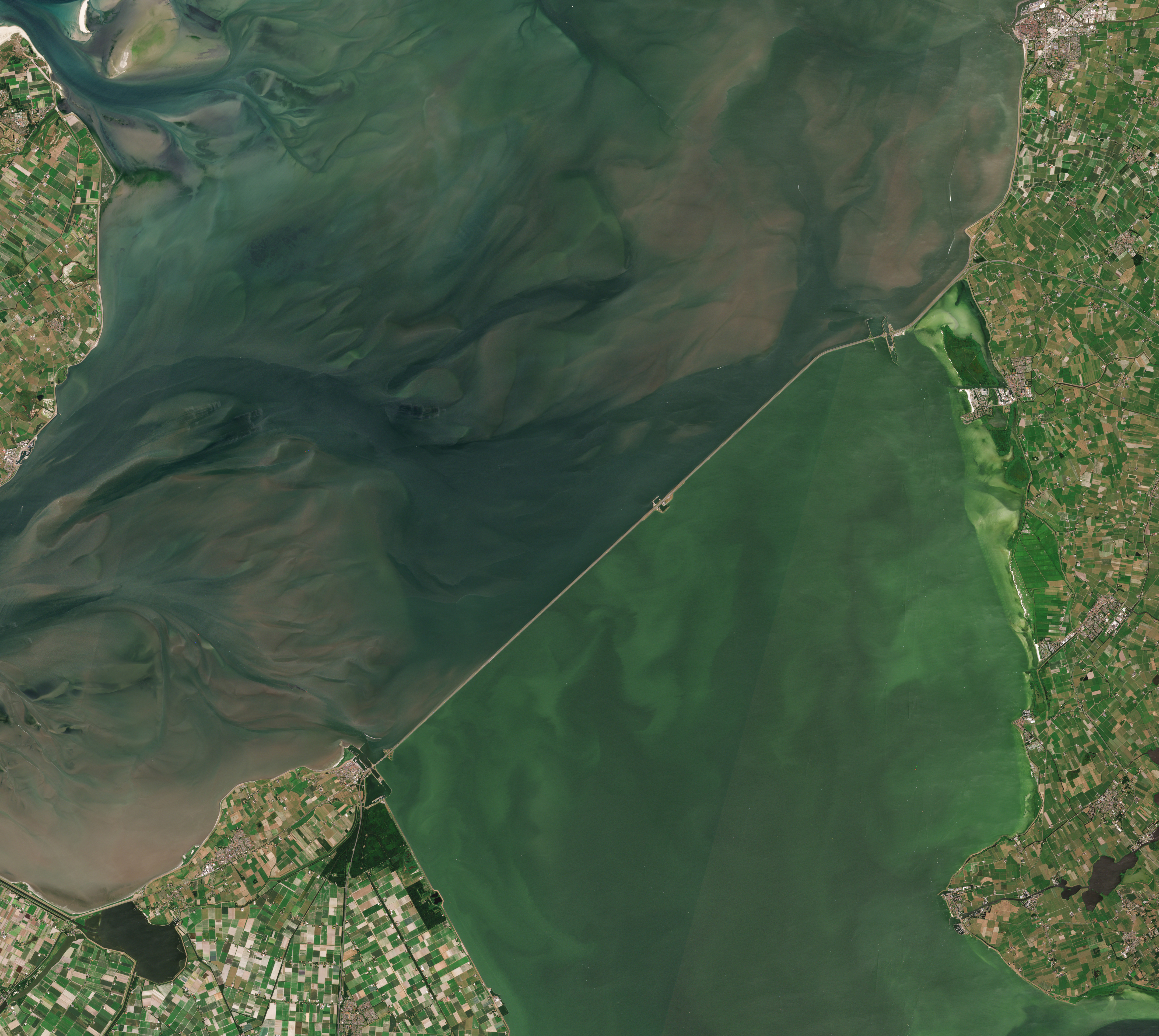
Satellitenbild des Abschlussdeichs

Der Abschlussdeich (niederländisch Afsluitdijk, westfriesisch Ofslútdyk) ist ein 32 Kilometer langer Damm in den Niederlanden zwischen den Provinzen Noord-Holland und Friesland. Er gilt als das wichtigste Einzelbauwerk der Zuiderzeewerke zur Landgewinnung und zum Küstenschutz in den Niederlanden und riegelt die ehemalige Zuiderzee (Südersee) gegenüber der Nordsee ab. Sein Bau wurde 1932 vollendet und beinhaltete auch die Errichtung von zwei großen Tidesperrwerken, die der Abfuhr des zufließenden Süßwassers dienen. Auf dem Damm verlaufen eine Autobahn (die A 7) und ein Rad- und Gehweg. Durch den Sperrdamm entstand aus dem gezeitenabhängigen Ästuar Zuiderzee („die Südersee“) das Binnengewässer IJsselmeer („der IJsselsee“).
Der Abschlussdeich ist genau genommen kein Deich, sondern ein Damm, da Deiche ein Hinterland haben, das durch den Deich geschützt wird. Das westliche Ende liegt bei Den Oever (Gemeinde Hollands Kroon, Provinz Noord-Holland) und das östliche Ende in Zurich bei Harlingen (Gemeinde Súdwest-Fryslân, Provinz Fryslân). Auf die Gemeinde Súdwest-Fryslân entfallen rund 20 Kilometer des Abschlussdeichs, mit den auf künstlichen Inseln liegenden Orten Kornwerderzand und Breezanddijk. Die restlichen 12 Kilometer gehören zu der Gemeinde Hollands Kroon.

## Bau und Geschichte

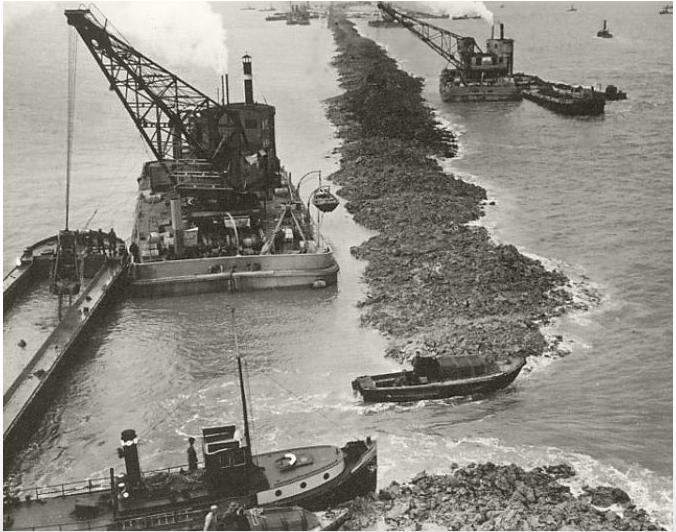
Schließen der letzten Lücke beim Dammbau

Rund ein Viertel der Niederlande liegt unter dem Meeresspiegel, sodass ohne die umfangreichen Deichbaumaßnahmen die Hälfte des Landes von Überflutungen bedroht wären. Die vielen Deiche konnten aber nicht verhindern, dass immer wieder verheerende Sturmfluten das Land überschwemmten. Schon im 17. Jahrhundert gab es daher Pläne für eine Abdämmung der Zuiderzee, die aber mit den damaligen technischen Mitteln nicht umzusetzen waren.
Ende des 19. Jahrhunderts entwickelte der Ingenieur Cornelis Lely den Plan für den heutigen Damm. Aber in der Bevölkerung gab es Widerstand und auch die Finanzierung wurde stark angezweifelt. Erst nach der erneuten Flutkatastrophe im Jahr 1916 fand sich in der Bevölkerung mehr Zustimmung für die Pläne. Lely war inzwischen zuständiger Verkehrsminister geworden und schuf 1918 mit dem Zuiderzee-Gesetz die gesetzliche Grundlage für die offiziellen Planungsarbeiten. Für den Bau des Abschlussdeichs und zur Errichtung der Polder für die Landgewinnung wurden die Zuiderzeewerke gegründet.
Baubeginn war im Jahr 1927. Um den Dammbau von vier Stellen aus gleichzeitig beginnen zu können, wurden zunächst die zwei künstlichen Arbeitsinseln Kornwerderzand und Breezand geschaffen. Zwei parallele Dämme aus Geschiebelehm bildeten die seitlichen Dammfüße. Dazwischen wurde Sand eingebaut und der Damm bis auf Höhe des Wasserspiegels gebracht. Am 28. Mai 1932 um 13:02 Uhr konnte der Grunddeich am Vlieter feierlich geschlossen werden. Anschließend erfolgte noch der Ausbau auf die geplante Höhe, sodass am 25. September 1933 der Abschlussdeich offiziell eröffnet werden konnte.
Mit der Schließung der Nordseebucht Zuiderzee entstand über die Jahre ein großer Süßwassersee, der im Niederländischen als „Meer“ bezeichnet wird. Dementsprechend erfolgte im September 1932 eine offizielle Umbenennung zum IJsselmeer. Durch den Bau des Abschlussdeichs konnte die niederländische Deichlinie um mehr als 200 km verkürzt werden. Er erspart dadurch dem Land umfangreiche Bau- und Unterhaltungsmaßnahmen an den Deichen der ehemaligen Zuiderzee und schützt das Kernland mit der Hauptstadt Amsterdam vor den Fluten der Nordsee.
Durch Windstau verursachte Überschwemmungen in Amsterdam zeugten 1960 von der Gefahr, die vom IJsselmeer noch immer ausging. Um die Windeinwirkfläche (Fetch) zu verringern, beschloss man, einen weiteren Damm zwischen Enkhuizen und Lelystad zu errichten. Zwischen 1963 und 1975 entstand der Houtribdijk (auch Markerwaarddijk), der seit seiner Vollendung eine wichtige Straßenverbindung zwischen Nordholland, Flevoland und Gelderland darstellt.

## Zweiter Weltkrieg

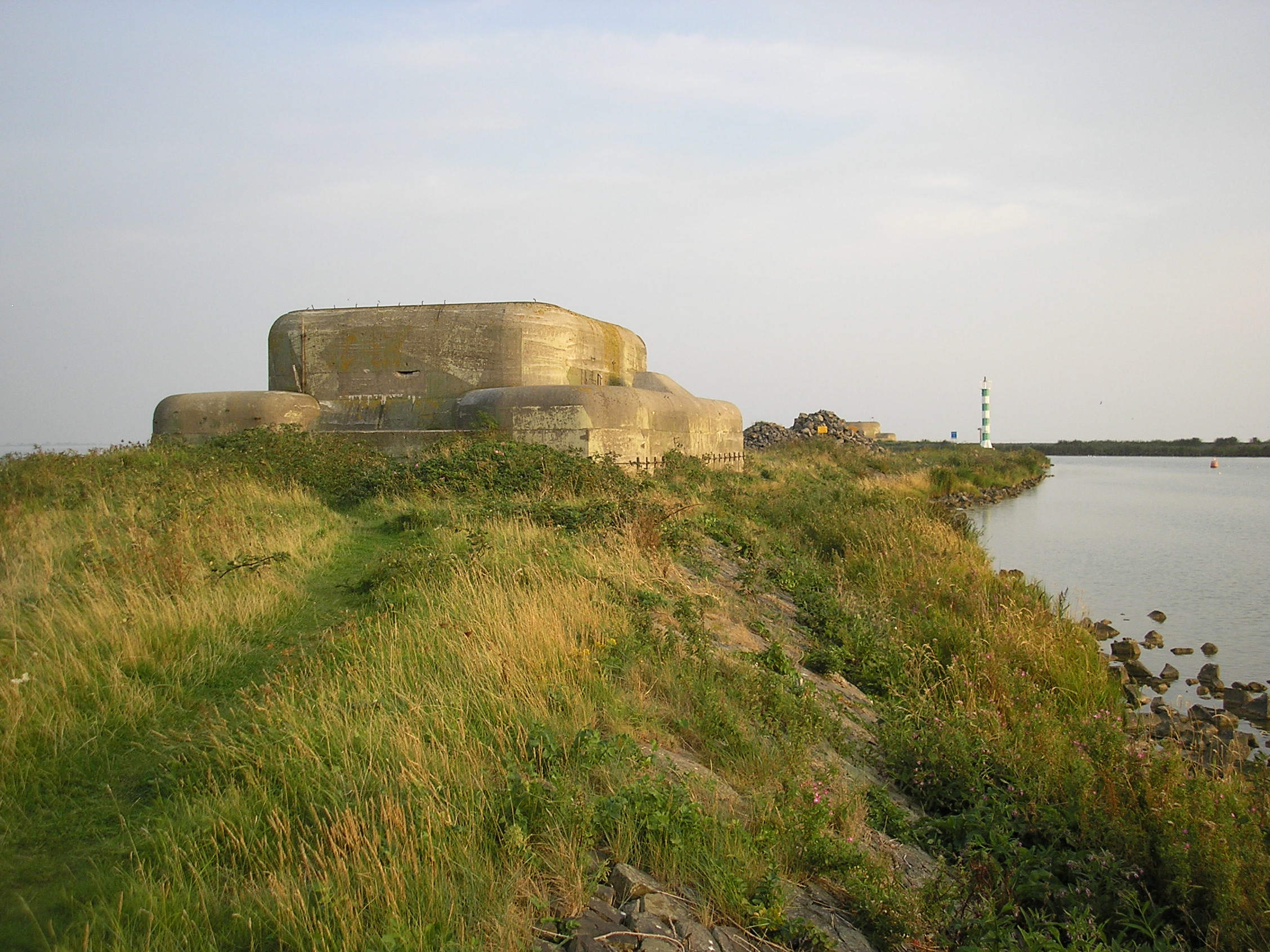
Kasematten Kornwerderzand

Auf der ehemaligen Arbeitsinsel Kornwerderzand wurden 1931 Kasematten errichtet und später zu einem militärischen Stützpunkt ausgebaut. Er war so gut und stark ausgebaut, dass die zahlenmäßig stark unterlegene niederländische Armee die aufrückenden deutschen Truppen stoppen konnte, bis am 14. Mai 1940 die Kapitulation des Königreichs erfolgte. An jener Stelle befindet sich heute ein Kriegerdenkmal.

## Sturmflut 1953
Die Flutkatastrophe von 1953, die in Zeeland, Belgien und England verheerende Folgen hatte, war die Bewährungsprobe für den Deich. Der Abschlussdeich wurde zwar durch Wellen stark in Anspruch genommen und teilweise überströmt, aber er hielt den Wellen stand und konnte Überschwemmungen rund ums IJsselmeer verhindern. „In dieser Nacht hat sich der Abschlussdeich ausgezahlt“, war die Aussage eines Politikers.

## Deichbauwerk
Der Deich ist 32 km lang und 90 Meter breit. Seine Höhe betrug anfangs 7,25 Meter über Amsterdamer Pegel (NAP=Normaal Amsterdams Peil) und beträgt heute ca. 10 Meter über NAP. An der ehemaligen Nahtstelle der Fertigstellung (ca. auf dem westlichen Drittelspunkt) steht das Vlietermonument mit Aussichtsturm, Parkplatz und Gastronomie. Der Vlieter war die ehemalige Fahrrinne zwischen Zuiderzee und Wattenmeer. Seit dem 50. Jahrestag der Deichfertigstellung erinnert hier die Skulptur eines Steinsetzers an die 5.000 Arbeiter, die den Damm errichtet haben. Eine Fußgängerbrücke erlaubt hier den sicheren Weg über die Autobahn zur Wattenmeerseite. Seit 2007 steht an dieser Stelle auch das Standbild von Cornelis Lely, das vorher in Den Oever aufgestellt war. Es musste dort dem Autobahnbau weichen.

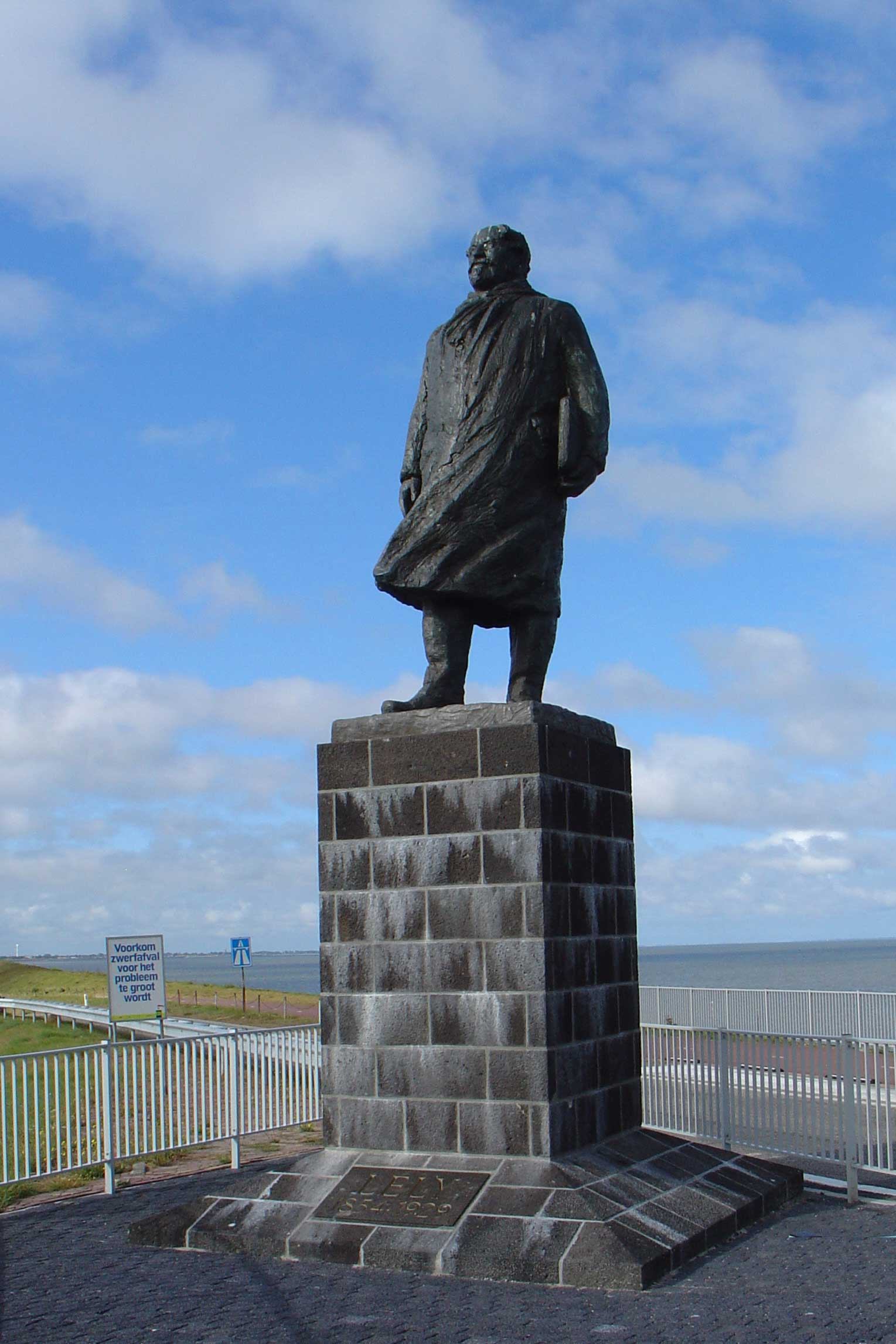
Standbild Cornelis Lely
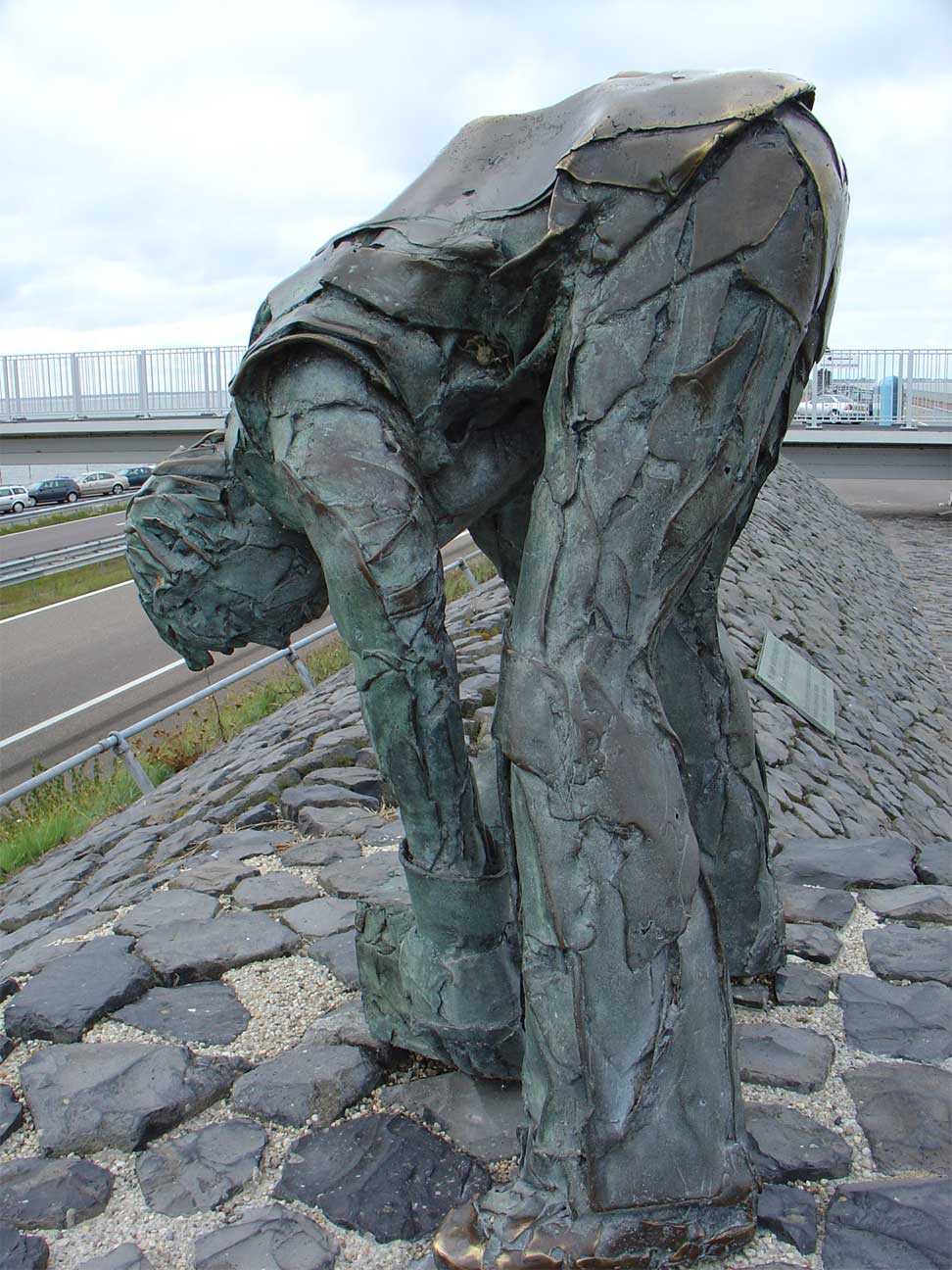
Denkmal des Steinsetzers
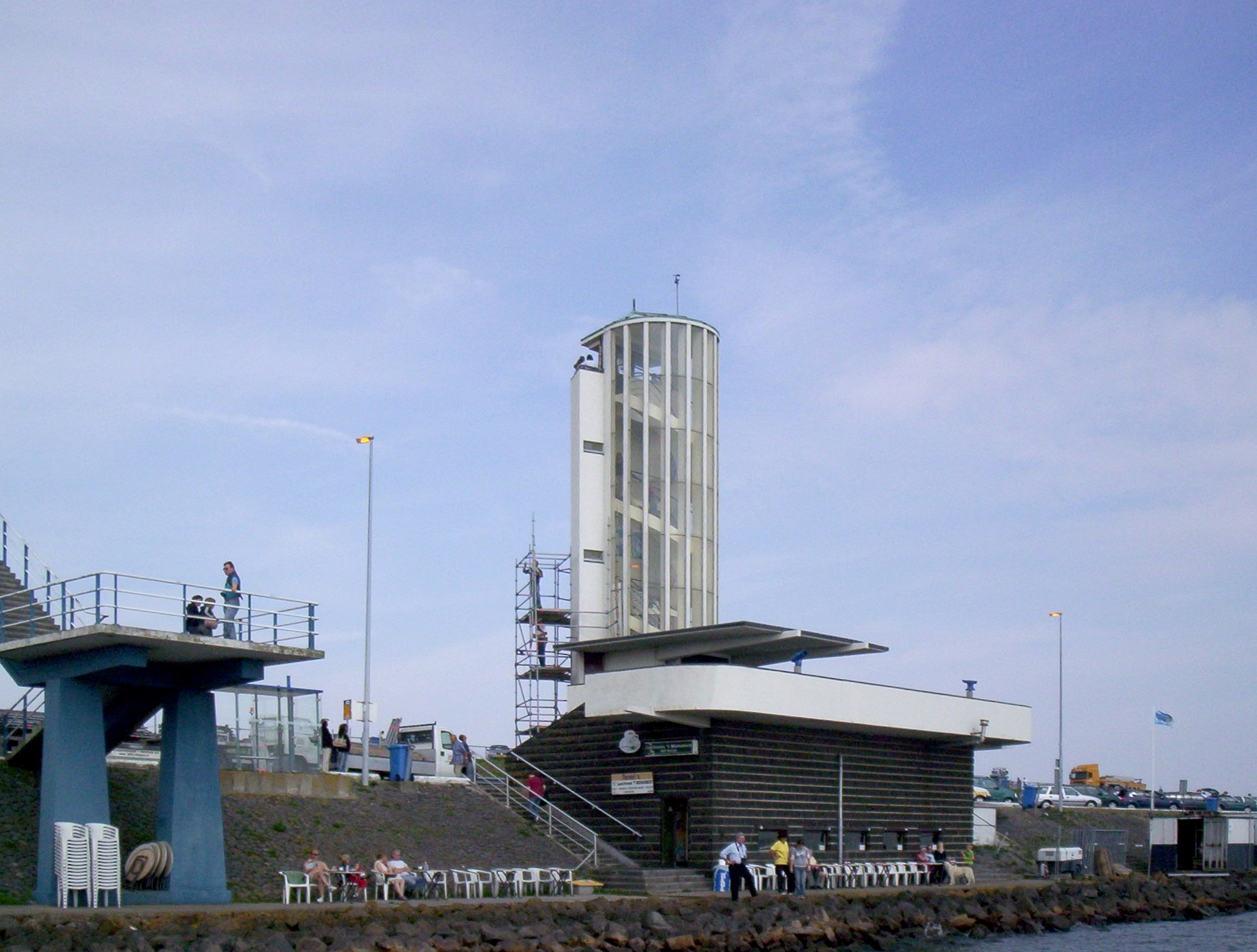
Vlietermonument mit Aussichtsturm
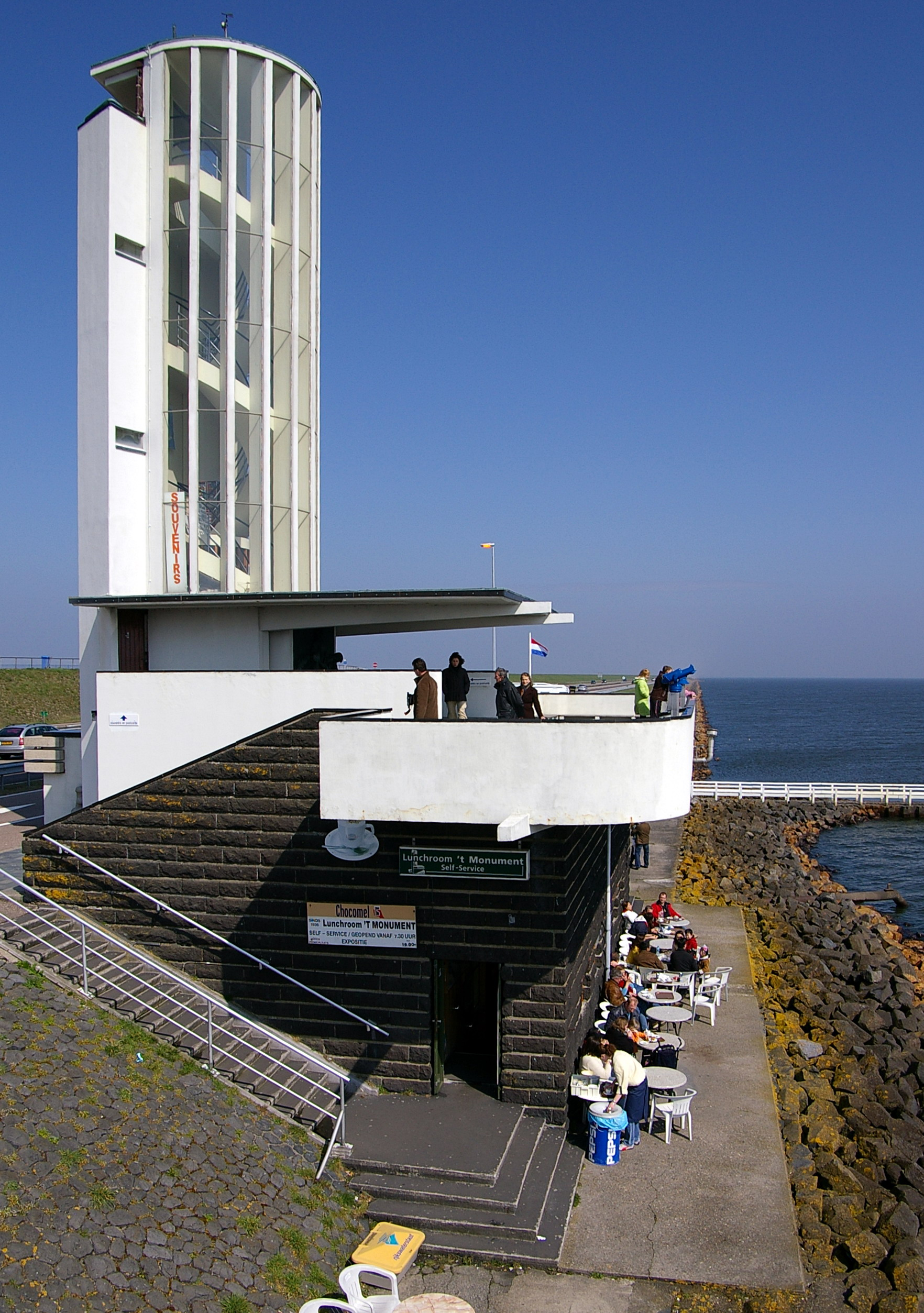
Aussichtsturm

## Tidesperrwerke
An jedem Ende des Deichs befindet sich ein Tidesperrwerk, jedes auf Niederländisch mit sluizen bezeichnet, dem Plural von sluis, was sowohl Schleuse als auch Siel bedeuten kann. Die Siele (niederländisch spuisluis) führen das dem IJsselmeer zufließende Süßwasser ab und werden dazu bei Niedrigwasser (Ebbe) in der Nordsee geöffnet. Dadurch erfolgt die Regulierung des Wasserstands im IJsselmeer. Neben diesen Sluizen befinden sich jeweils Schleusen (schutsluis) für die Schifffahrt.
Das westliche Sperrwerk bei Den Oever heißt Stevinsluizen. Das Sielbauwerk besteht aus drei Gruppen mit jeweils fünf Sielöffnungen von 12 Meter Breite. Daneben befindet sich eine 120 Meter lange und 13 Meter breite Schachtschleuse mit den notwendigen Vorhäfen. Um zu verhindern, dass Salzwasser ins IJsselmeer eindringt, wird ein Schleier aus Luftblasen in der Schleusenkammer eingebracht.
Das östliche Sperrwerk bei Kornwerderzand heißt Lorentzsluizen, benannt nach dem Physiker Hendrik Lorentz, der mehrere Jahre an der Berechnung der durch den Damm veränderten Gezeitenströmung arbeitete. Es liegt aus strömungstechnischen Gründen ca. vier Kilometer vom friesischen Festland entfernt. Als Sielbauwerk sind hier zwei Gruppen mit jeweils fünf Sielöffnungen errichtet worden. Neben einer 137 Meter langen und 14 Meter breiten Schachtschleuse entstand eine kleinere 67 Meter lange und 9 Meter breite Schleuse.

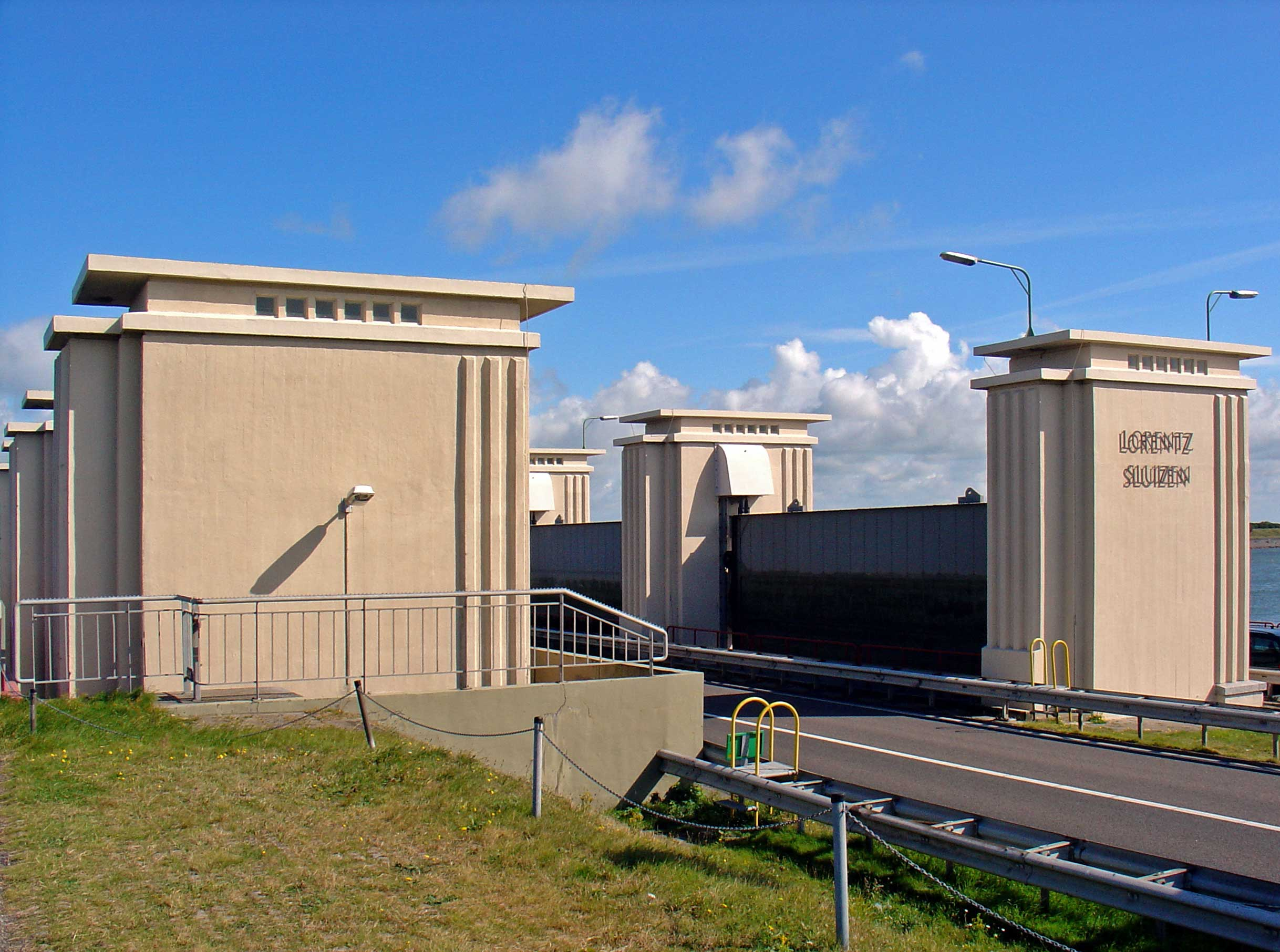
Lorentzschleuse Kornwerderzand (2007)
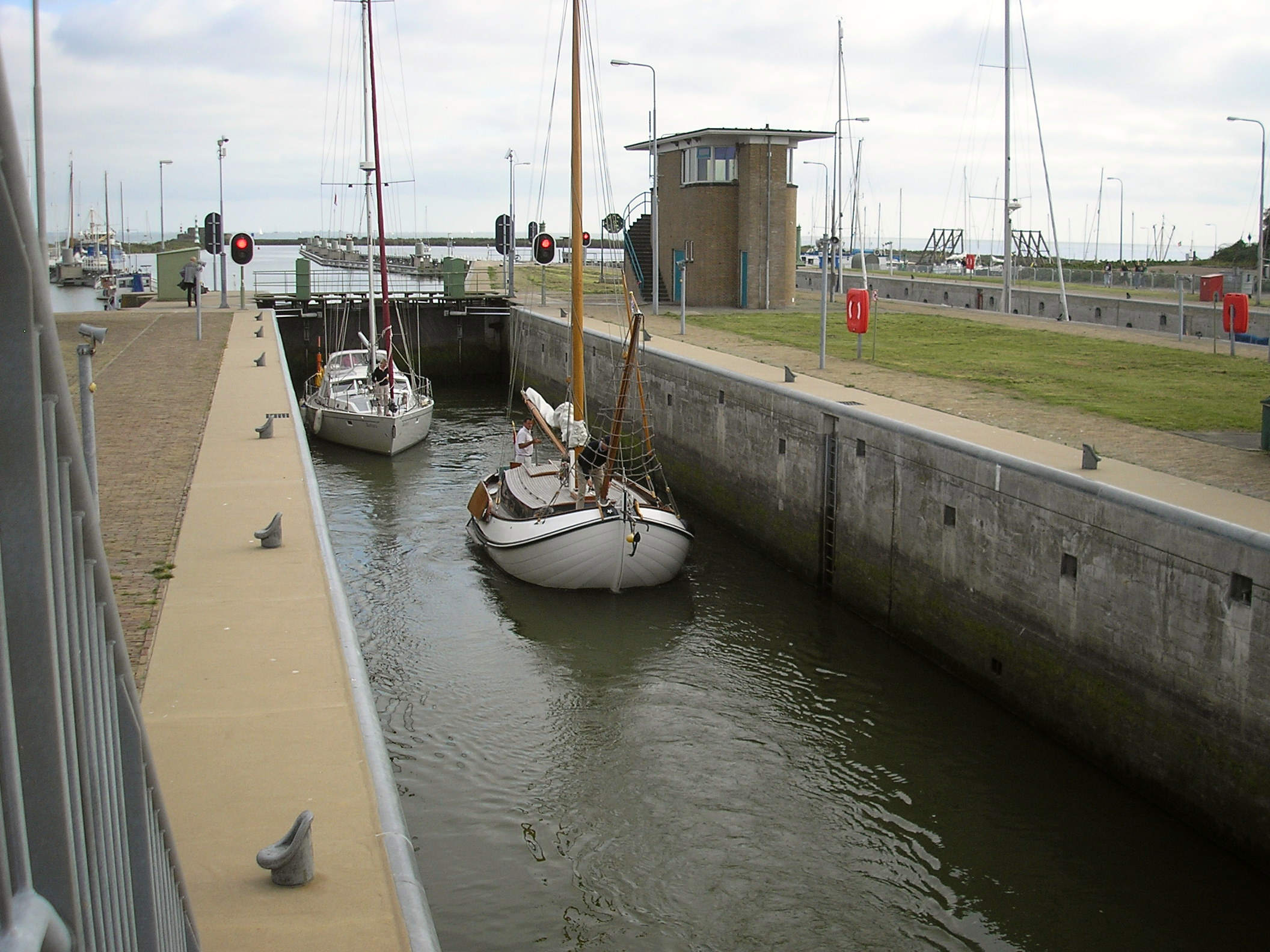
Kleine Schleuse Kornwerderzand – dahinter große Schleuse (2008)
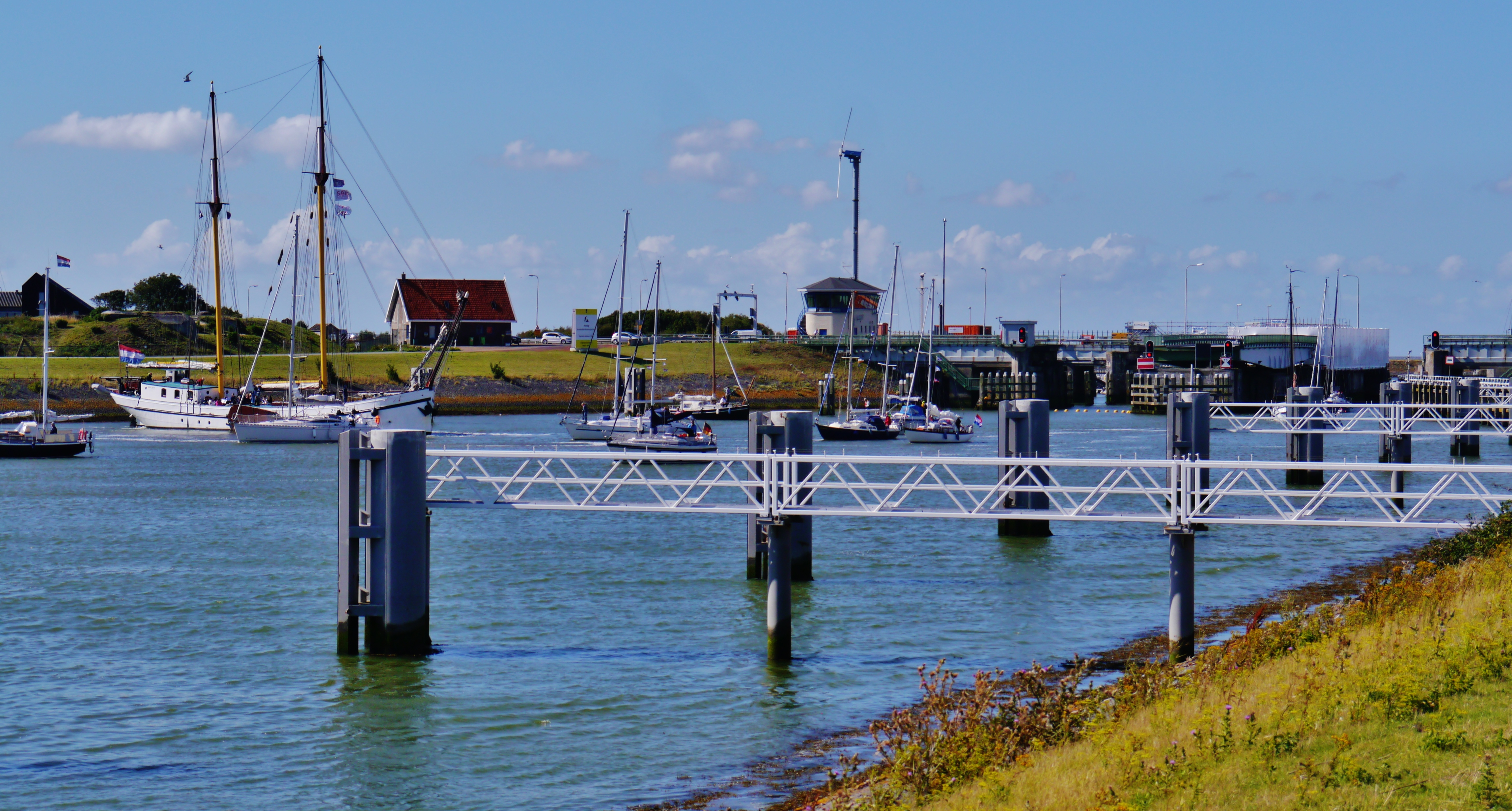
Vorhafen Kornwerderzand – IJsselmeerseite (2015)
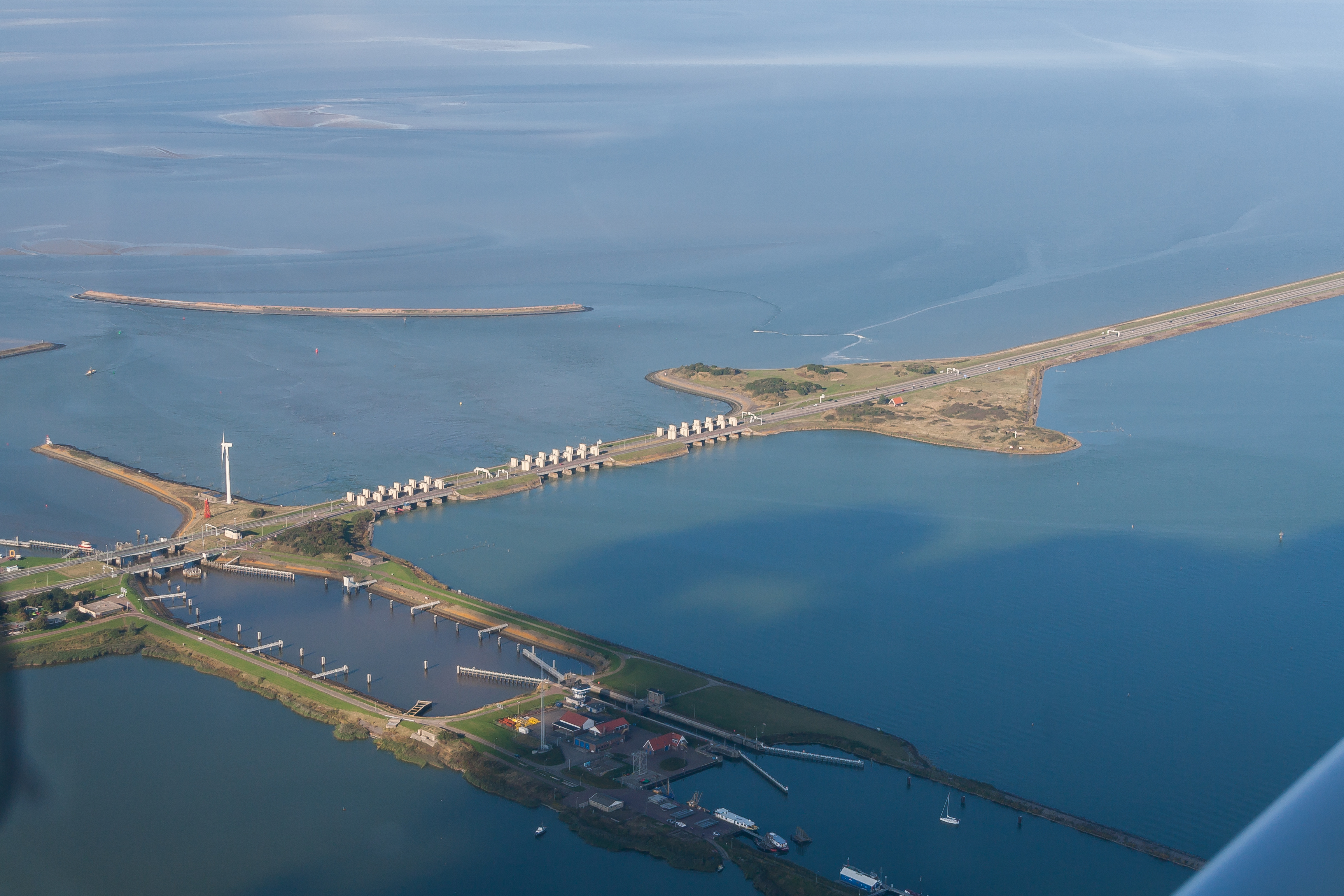
Luftbild Stevinsschleuse Den Oever (2013)

## Verkehrswege
Neben dem Deich wurde auf dem Damm eine Straße angelegt, die in den 1970er Jahren zur vierspurigen Autobahn Rijksweg 7 ausgebaut wurde. Bei Schiffsdurchfahrten an den Schleusen müssen die Drehbrücken geöffnet werden und der gesamte Autoverkehr auf dem Damm wird durch Schranken unterbrochen. Täglich fahren mehr als 9500 Fahrzeuge über den Abschlussdeich (Stand: 2009). Auf der Arbeitsinsel Breezand besteht eine Halte-, Tank- und Wendemöglichkeit. Dort befindet sich zudem auf beiden Seiten des Abschlussdeichs je ein Nothafen für die Schifffahrt. Zusätzlich besteht auch die Möglichkeit, den Abschlussdeich per Fahrrad auf einem eigenen Radweg zu überqueren.
Die ursprüngliche Planung sah auch eine Eisenbahnstrecke über dem Damm vor. Dies wurde aber nicht als wirtschaftlich angesehen. Die freigehaltene Trasse konnte für den doppelspurigen Ausbau zur Autobahn verwendet werden.

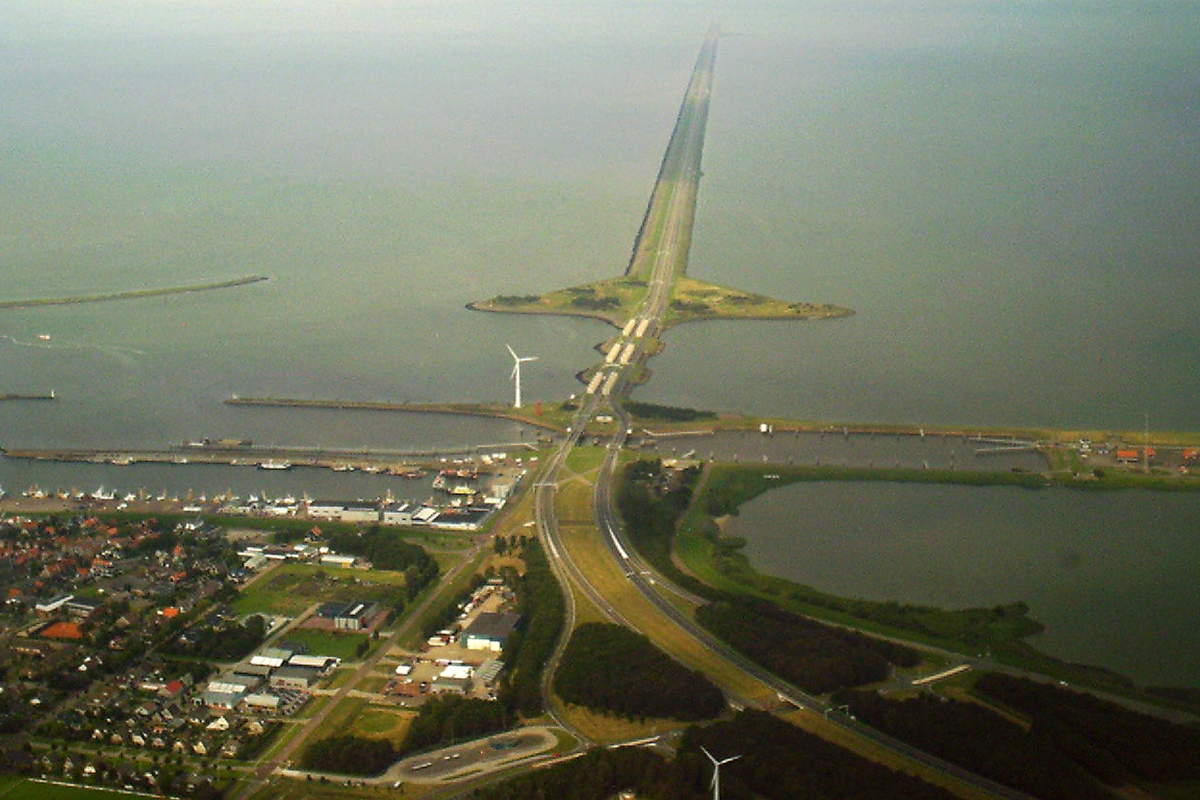
Luftbild Schleusenkomplex Den Oever
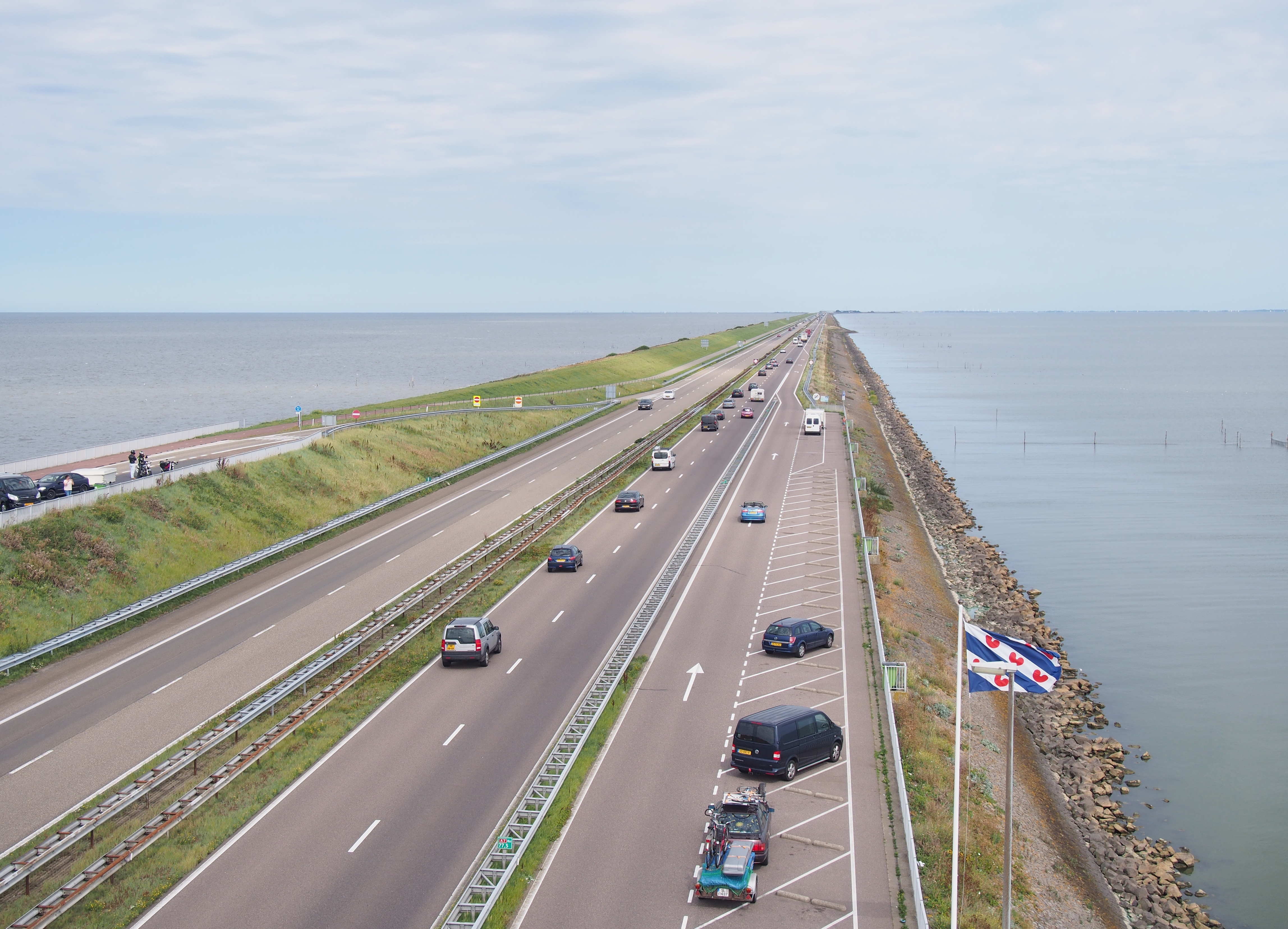
Abschlussdeich – Blickrichtung Nordost: links Wattenmeer, rechts IJsselmeer (2016)
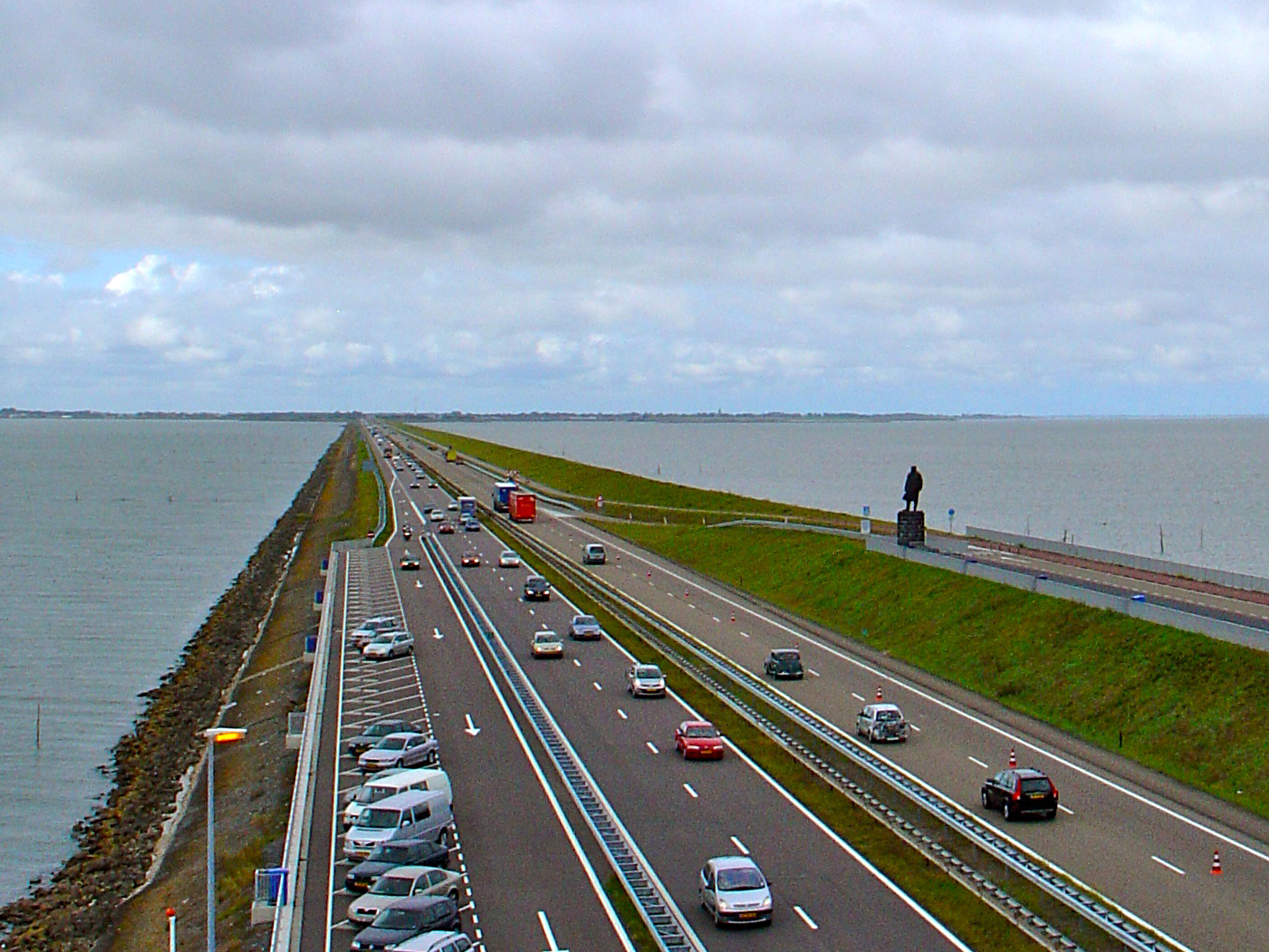
Abschlussdeich – Blickrichtung Südwest: links IJsselmeer, rechts Wattenmeer (2007)
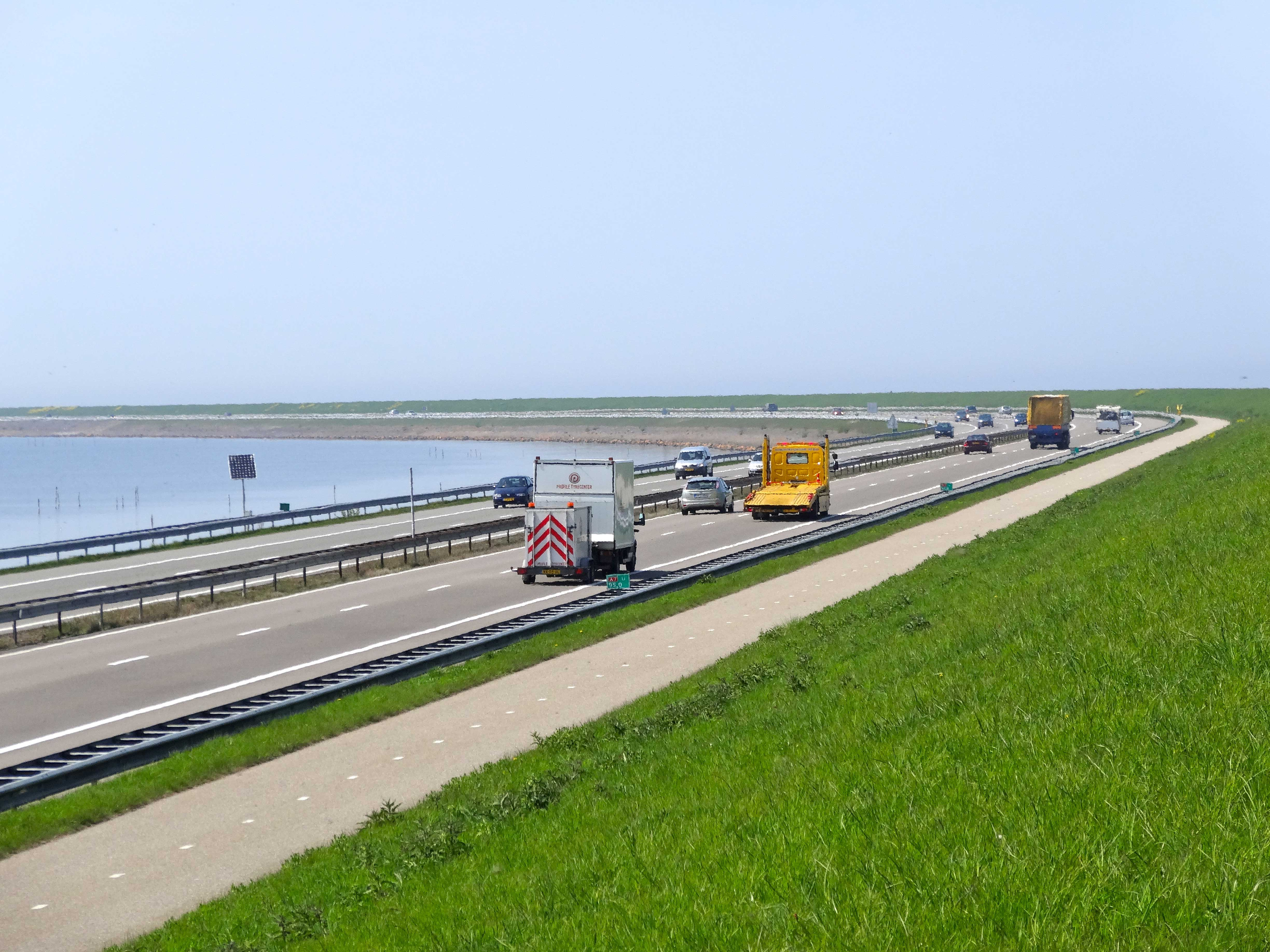
Knick im Abschlussdeich bei Kornwerderzand – Blickrichtung Westen (2013)

## Project Afsluitdijk
Die weltweit zu beobachtenden Klimaveränderungen lassen ein Ansteigen der Meeresspiegel befürchten. Darauf aufbauende Berechnungen führten zu dem Ergebnis, dass an den Sielbauwerken nicht mehr ausreichend Zeit zur Verfügung stehen würde, um das Wasser aus dem IJsselmeer ins Wattenmeer abzuführen. Als Lösung wurde ein drittes Sielbauwerk erachtet. Der Plan scheiterte aber an den fehlenden finanziellen Mitteln.
Im Jahr 2006 verkündete die damalige Verkehrsministerin Karla Peijs, den Damm nach 75 Jahren einer größeren Renovierung zu unterziehen. Der Deich sei mit 10 Meter über NAP eigentlich zu niedrig, da derzeit die Deichhöhen an der Nordseeküste auf 11,5 Meter über NAP angelegt sind. Auch könne die Krone und der innere Aufbau nicht ausreichend der Erosion standhalten. Darüber hinaus entsprächen die Schleusenanlagen für die Schifffahrt nicht mehr den aktuellen Standards.
Nach 10 Jahren Planungsarbeit hat im November 2016 Rijkswaterstaat, die ausführende Behörde des niederländischen Ministeriums für Infrastruktur und Umwelt zum Bau und Unterhalt von Straßen und Wasserwegen, die Ausschreibung für das Projekt zur Verstärkung und Modernisierung des Abschlussdeichs gestartet.
Die Arbeiten sollten 2018 beginnen und bis 2022 abgeschlossen sein und den Abschlussdeich bis zum Jahr 2050 gegen ein 10.000-jährliches Hochwasserereignis (z. B. extreme Springflut in Kombination mit heftigem Nordweststurm) sichern.

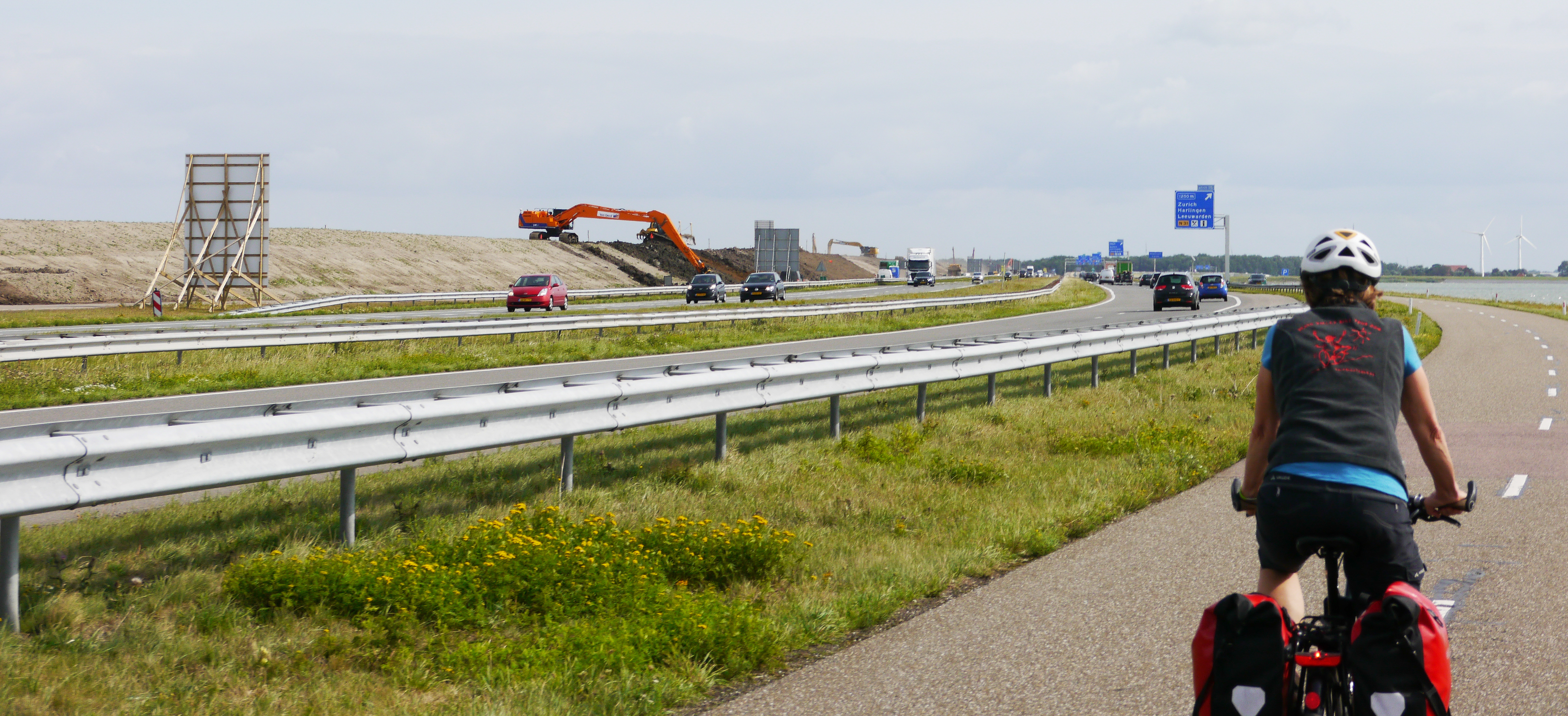
Bauarbeiten am Abschlussdeich im August 2019. Der Fahrradweg ist deswegen bis 2025 gesperrt.

Der Deich wird grundsätzlich auf der bestehenden Höhe belassen, um ihn nicht verbreitern zu müssen. Nur an einigen Stellen wird er um 2 Meter erhöht. Gegen die ansteigenden Fluten und die höheren Wellen wird der Deich auf der kompletten Seeseite stärker befestigt und gleichzeitig gegen ein Überströmen gesichert. Die Schleusen auf beiden Seiten des Abschlussdeichs erhalten zusätzliche Sturmflutsperrwerke, die im Normalfall geöffnet bleiben. Die Sielkonstruktionen werden verstärkt und die Verschlüsse in allen 25 Durchlässen erneuert. Zusätzlich wird in Kornwerderzand eine dritte größere Schifffahrtsschleuse mit 25 Meter Breite und 150 Meter Länge gebaut und die Fahrrinne ins IJsselmeer vertieft.
Anstelle eines dritten Sielkomplexes ist in Den Oever ein Pumpwerk mit einer Leistung von mehr als 400 m³/s vorgesehen. Dies entspricht einem Volumen von 10 olympischen Schwimmbecken pro Minute. Die Ausrüstung mit Pumpen wird sukzessiv nach Bedarf erfolgen, um immer die neueste Technologie einsetzen zu können. Dabei wird weiterer Platz vorgehalten für eine zukünftige Erweiterung des Pumpwerks.
Der Abschlussdeich bildet eine Barriere für Fische, die aus der Nordsee zurück ins IJsselmeer wollen. Deshalb wurde im Jahr 2015 ein erstes Durchlassbauwerk für Fische bei Den Oever gebaut. Im Rahmen des Projekts wird nun ein innovativer Fischdurchgang neben dem Sielkomplex in Kornwerderzand errichtet. Durch Sandaufspülungen wird ein eigenes Ökosystem angelegt, um einen sanften Übergang vom Salz- zum Süßwasser zu erreichen. Es wird geschätzt, dass pro Jahr 250.000 Fische die neue Passage benutzen werden, um die Laichgebiete im Einzugsgebiet der IJssel zu erreichen.
Im Rahmen des Projekts wird auch das Zusammenwirken und die Speicherung verschiedener regenerativer Energieformen untersucht, um den Deich energieneutral betreiben zu können. Dazu wurden in einer Sielgruppe Turbinen installiert sowie eine Windkraftanlage und Sonnenkollektoren aufgestellt. Ein Forschungsprojekt untersucht die Möglichkeit aus den unterschiedlichen Salzgehalten von IJsselmeer und Wattenmeer Energie zu gewinnen. In dem Projekt wurde ein Kraftwerk installiert, das mit umgekehrter Elektrodialyse Energie erzeugt.
Daneben wird der Tourismus gefördert und ausgebaut z. B. durch den Bau eines neuen Radwegs auf der Seeseite (Wattenmeer) oder den Waddenpark Fryslân. Alle Arbeiten erfolgen in enger Abstimmung mit den anliegenden Regionen (Provinzen) und deren Behörden und Wasserverbänden.